# Jazz & Blues Open Wendelstein

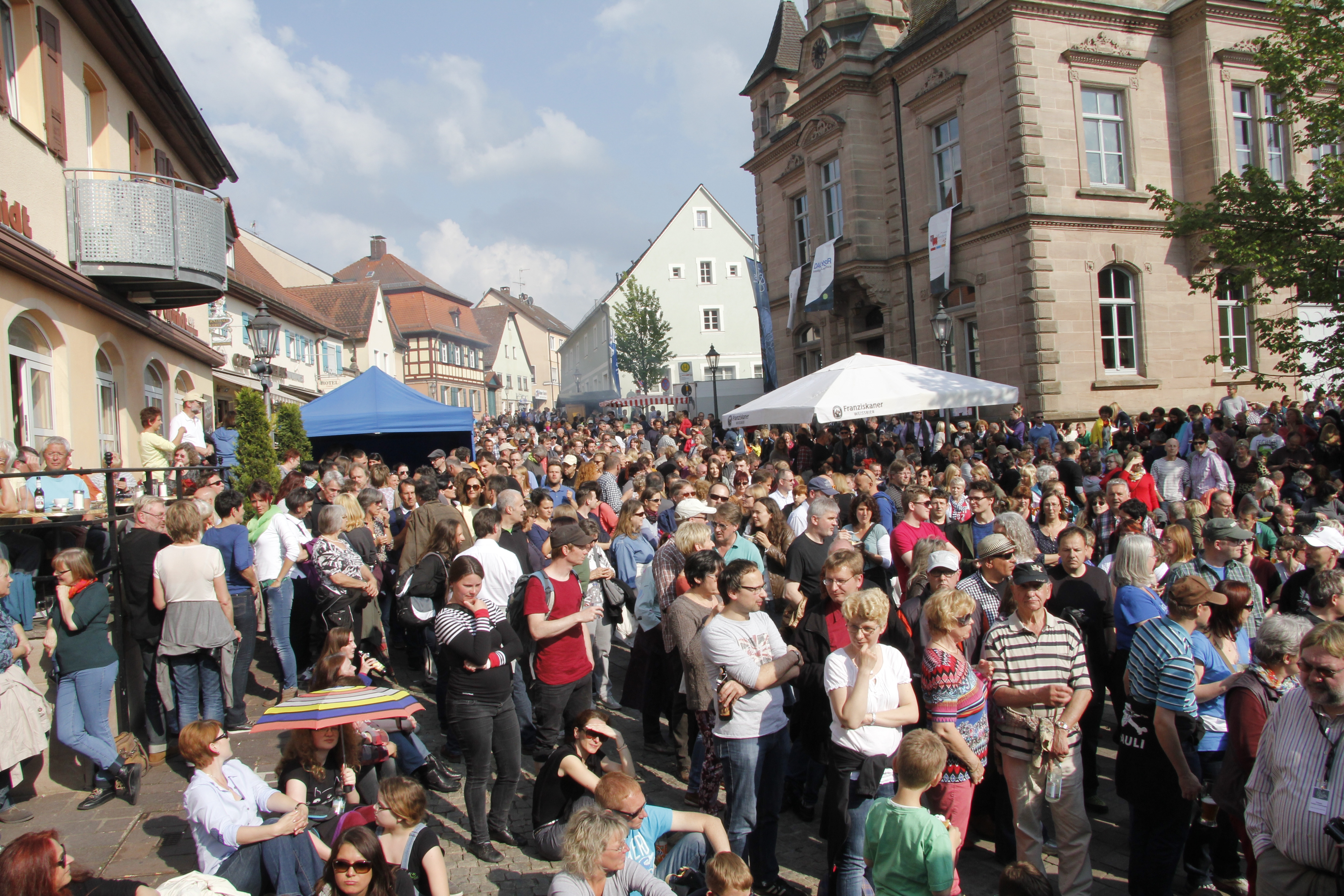
Open-Air-Konzert im Rahmen des Jazz & Blues Open Wendelstein von Max Mutzke

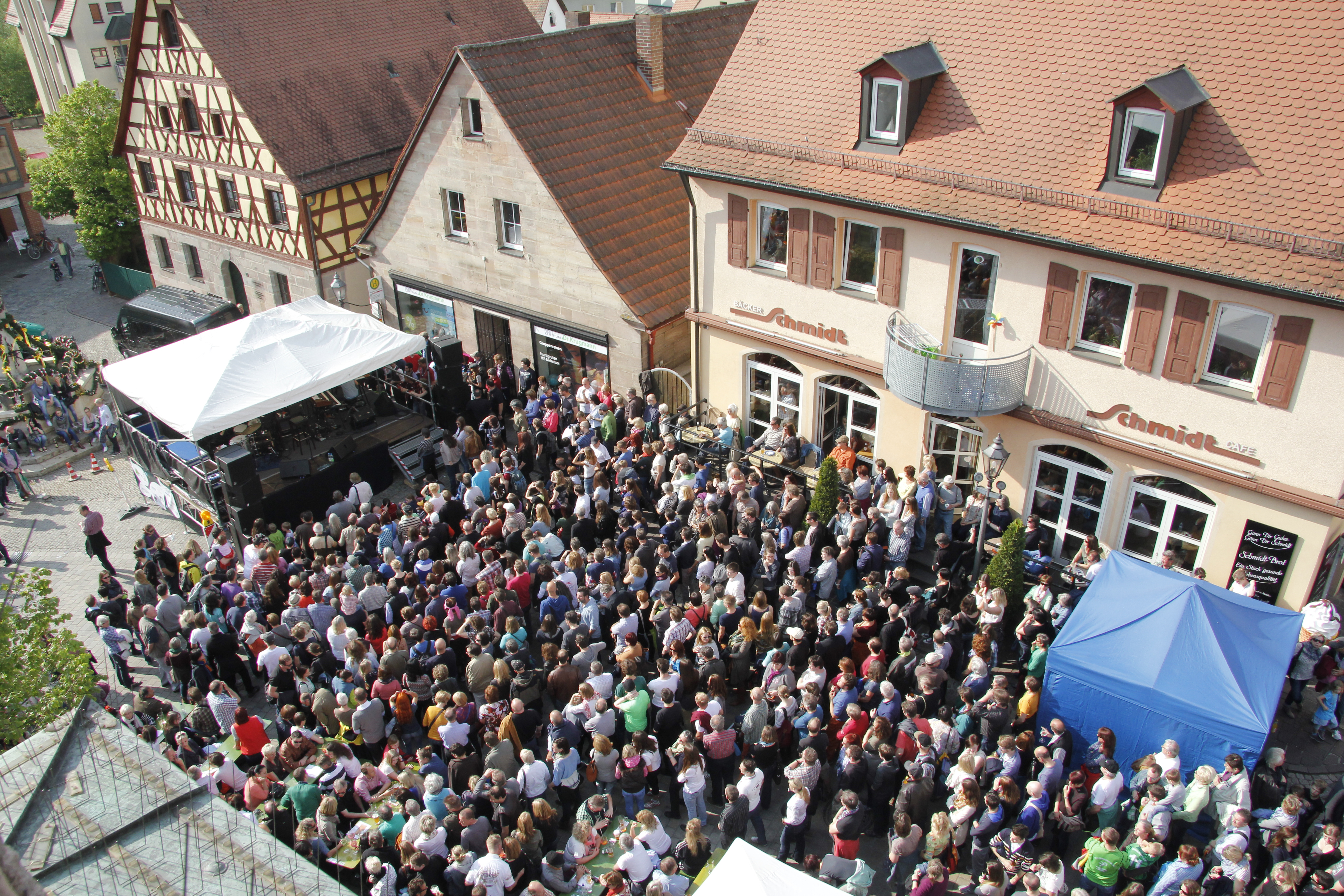
Open-Air-Konzert am Marktplatz von Wendelstein

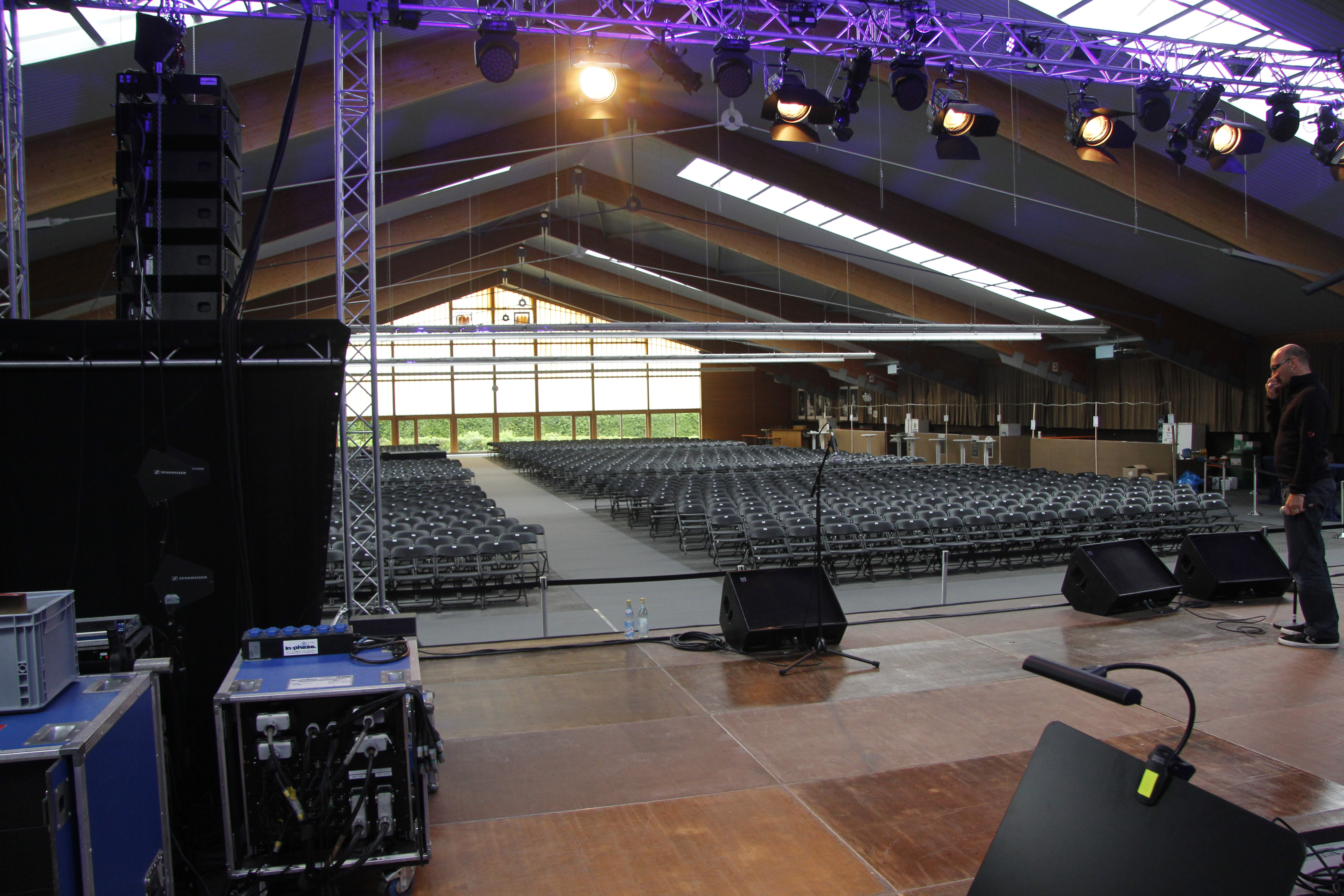
Die zur Eventhalle umgebaute Tennishalle des FV Wendelstein

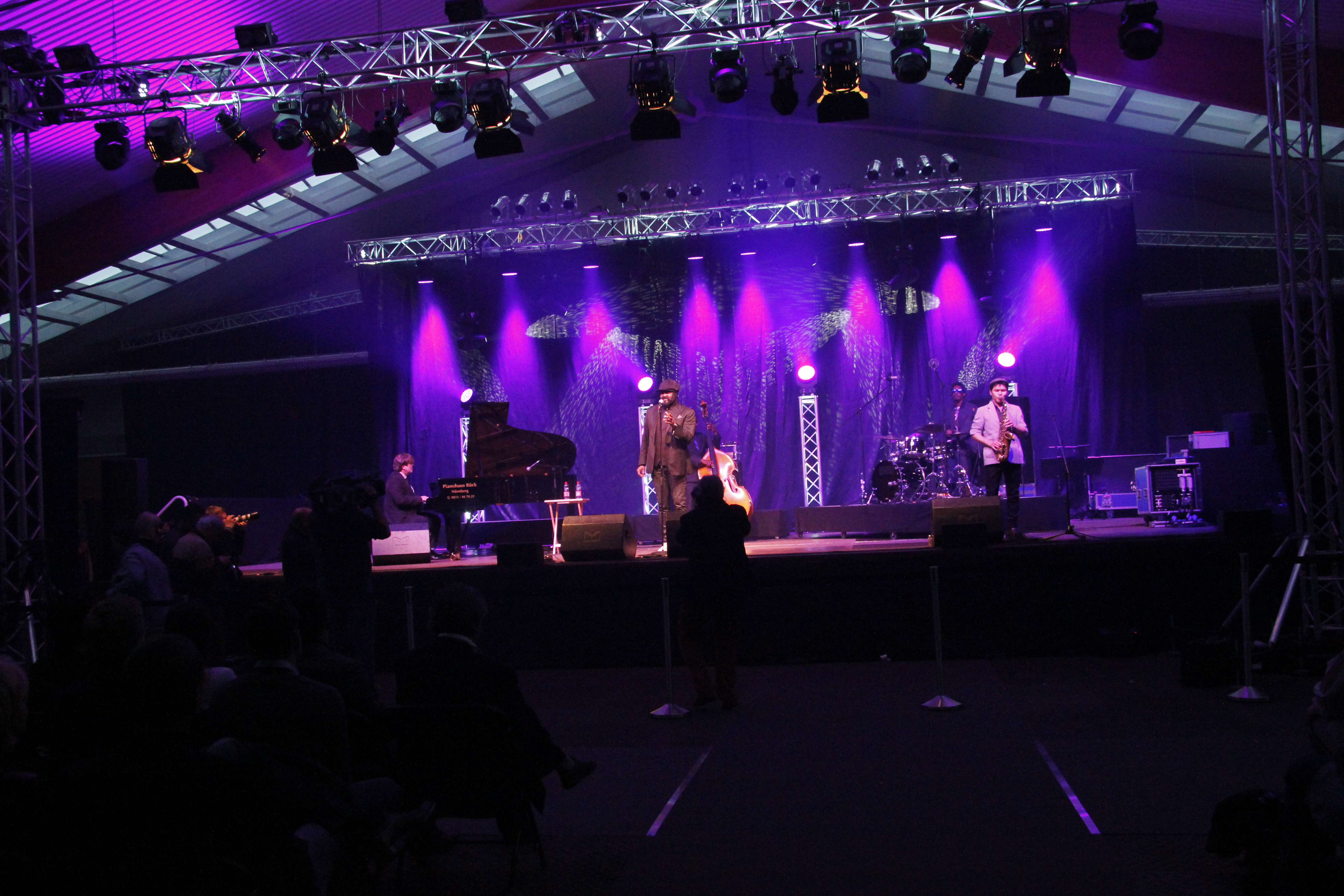
Auftritt von Gregory Porter beim 21. Jazz & Blues Open Wendelstein

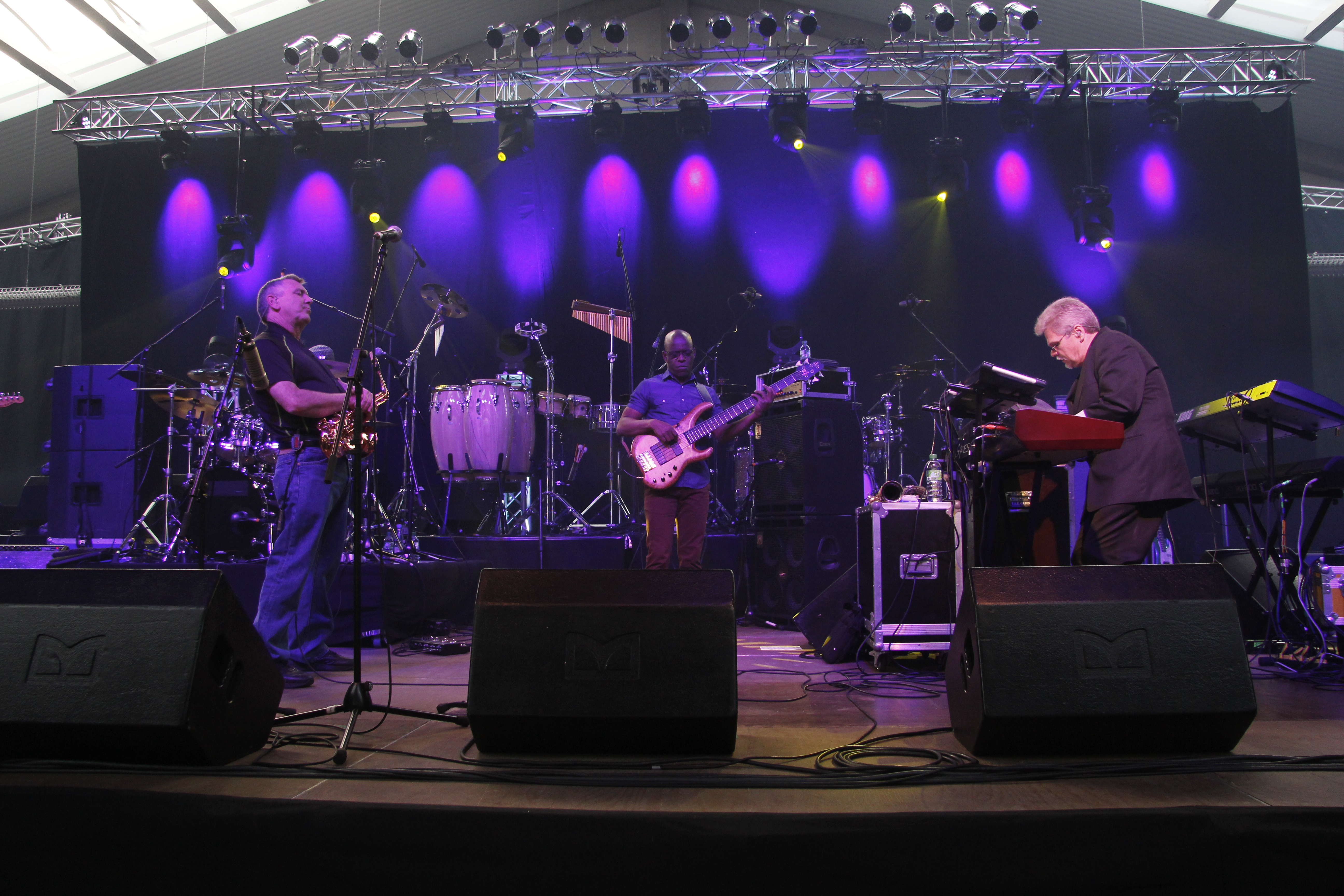
Spyro Gyra Konzert bei 21. Jazz & Blues Open Wendelstein in der Eventhalle

Das Jazz & Blues Open Wendelstein fand erstmals 1994 in Wendelstein unter der Bezeichnung New Orleans Musik Festival Wendelstein statt. Das Festival, das 1994 der Kulturreferent des Mark Wendelstein Gerd Huke gegründet hat, entwickelte sich in den 19 Jahren seiner Leitung zu einem über die Grenzen Bayerns hinaus bekannten Jazzfestival.
Das Festival findet immer in der Woche vor dem Ersten Mai und dem Wochenende nach dem ersten Mai statt. 2013 erfolgte eine Neuausrichtung des Festivals. Gerd Huke ging in Rente und übergab das Festival an Andrea Söllner. Diese holte Jan Rottau als Künstlerischen Leiter nach Wendelstein. Was mit dem Schwerpunkt „New Orleans“ 1994 begann, entwickelte sich sowohl programmatisch als auch räumlich weiter.

## Festivalleitung
Bis 2012 war Gerd Huke sowohl Leiter als auch künstlerischer Leiter des Festivals. Umgangssprachlich wurde Gerd Huke als der Festivalmacher bezeichnet. Er verstarb am 29. Januar 2017 im Alter von 69 Jahren nach kurzer schwerer Krankheit. Ab 2013 ist Andrea Söllner vom Markt Wendelstein Festivalleitung, daneben ist Jan Rottau aus Ingolstadt der künstlerische Leiter des Festivals. 2018 zog sich Rottau als künstlerischer Leiter aus dem Festival zurück. Veranstalter des Festivals ist das Kulturreferat des Markt Wendelstein unter Leitung von Andrea Söllner.

## Veranstaltungsorte
Die Konzerte des Jazz & Blues Open finden an verschiedenen Orten in Wendelstein statt. Neben Konzerten im großen Rahmen (Eventhalle beim FV Wendelstein) finden viele Konzerte in einem intimen Rahmen in der Jegelscheune Wendelstein, die 1991 durch den Markt Wendelstein eröffnet wurde statt. Weitere Lokalitäten sind die St.-Nikolaus-Kirche, Guy’s Weinzelt, Gymnasium Wendelstein, der Marktplatz in Wendelstein sowie verschiedene Kneipen und Wirtschaften. 2004 spielte unter anderem die Spider Murphy Gang im Sternenzelt, einem Zirkuszelt an der Röthenbacher Str. in Wendelstein.

## Besucherzahlen
| Jahr | Besucher | Quelle                                                |
| ---- | -------- | ----------------------------------------------------- |
| 2023 | 6000     | Quelle: Markt Wendelstein                             |
| 2022 | 6000     | Quelle: Markt Wendelstein                             |
| 2021 |          | Festival ausgefallen wg. Corona                       |
| 2020 |          | Festival ausgefallen wg. Corona                       |
| 2019 | 6500     | Quelle: Markt Wendelstein                             |
| 2018 | 6500     | Quelle: Markt Wendelstein                             |
| 2017 | 6500     | Quelle: Markt Wendelstein                             |
| 2016 | 6.000    | Quelle: Markt Wendelstein                             |
| 2015 | 6.000    | Quelle: Markt Wendelstein                             |
| 2014 | 7.500    | Quelle: Markt Wendelstein                             |
| 2013 | 7.000    | Quelle: Nordbayern.de                                 |
| 2004 | 17.000   | Quelle: Artikel der Jazzzeitung                       |
| 2005 | 17.000   | Quelle: Artikel der Jazzzeitung                       |
| 1999 | 30.000   | Quelle: Artikel der Jazzzeitung lt. Aussage Gerd Huke |

## Künstlerliste
| Jahr      | Künstler |
| --------- | --- |
|           | |
| 2024      | Headliner: Snarky Puppy, Roberto Fonseca, Till Brönner, Robben Ford, Weitere Künstler: Torsten Goods, Kim Sanders, Rebekka Bakken, Rebecca Trescher, Allotria Jazzband, European Tuba Power, Weiser/Cudek/Gismo Graf, Hot'n'Nasty, Anja Baldauf, ZYDECO ANNIE + SWAMP CATS, awoROCKERS |
| 2023      | Headliner: Kurt Elling feat. Charlie Hunter, JAZZ/TAKES SUPERGROUP (Bill Evans, Niels Lan Doky, Harvey Mason, Felix Pastorius), Jan Garbarek, Trilok Gurtu, Katie Melua, German Brass, Weitere Künstler: Armstrongs Ambassadors, Nick Woodland, Andrea Motis, Jörg Widmoser, Stephan Holstein, JAZZBABY! (Christian Wegscheider und Stefanie Boltz), Leo Betzl Trio, Jasmin Bayer Quintett, Abi Wallenstein, Ludwig Seuss, Henry Heggen. |
| 2022      | Headliner: Jamie Cullum, Chilly Gonzales, Pasadena Roof Orchestra, Weitere Künstler: The Bluesanovas, Jeff Cascaro, Matthis Pascaud & Hugh Coltman, Lutz Häfner & Rainer Böhm, Tom Appel & Häns Czernik feat. Sandra-Rieger-Streichquartett, Alexandrina Simeon Quintett, Jan Luley - Reflections of New Orleans, |
| 2021      | Festival ausgefallen bzw. verschoben wegen Corona |
| 2020      | Festival ausgefallen bzw. verschoben wegen Corona |
| 2019      | Headliner: Lisa Stansfield, Tom Gaebel & His Orchestra, Stanley Clarke, Judith Hill, Manu Dibango, Weitere Künstler: Roberto Di Gioia's Web Web, Singin' off Beats, The Mojo Six l Open Air, Charles Pasi l Open Air, Pho Queue l Open Air |
| 2018      | Headliner: Amy Macdonald, Stefanie Heinzmann, Andreas Kümmert, Weitere Künstler: Ladysmith Black Mambazo, Andreas Martin Hofmeir, Keller Steff Bigband, Norbert Schneider, Bernhard Hollinger Group, Le Bang Bang, Beady Belle, Marcus Miller, Ida Nielsen, Jazzrausch Bigband, Benedikt Köstler |
| 2017      | Headliner: Macy Grey, Klaus Doldingers Passport feat. Max Mutzke, Samy Deluxe + DLX BND, Seven, Zappelbude Wolfgang Haffner und Roberto Di Gioia, Weitere Künstler: Günther Sigl & Band, Die Drei Damen, Marina & The Kats, Noise Adventures, Iyeoka, Thilo Wolf Quartett, Ludwig Seuss Trio, ALC - All Liquor Clique, Kadehma, Rodscha aus Kambodscha & Tom Palme, Weidwingl |
| 2016      | Headliner: Johannes Oerding, Caro Emerald, Mario Biondi, Jazzkantine, Simon Phillips feat. Protocol III, Weitere Künstler: San2 & his Soul Patrol, Wolfgang Haffner All Star Trio feat. Viktoria Tolstoy, Viva Voce, Hildegard Pohl_Trio, Tango Transit, Van Bluus |
| 2015      | Headliner: Randy Crawford, Gentleman & the Evolution, Weitere Künstler: MoZuluArt feat. Ambassade Streichquartett, Marialy Pacheco feat. Joo Kraus, Susan Weinert & Torun Eriksen, San2 & his Soul Patrol, Rad Gumbo, Neutral Ground Brass Band, Jasmin Tabatabai & David Klein Quartett, Flo Mega & the Ruffcats, Wolfgang Haffner Acoustic Trio |
| 2014      | Gregory Porter, Swingle Singers, Spyro Gyra, Incognito, Lisa Doby, Wolfgang Haffner, Grand Mother’s Funck, Neutral Ground Brass Band, Pim Toscani’s Dixieland, Max Mutzke feat. MonoPunk, JOLLI, JURI & DIE JUNGS (Juri Tetzlaff und Jorinde Jelen) Rahmenprogramm: Sonora Cimarrón, Peter Schneider & The Stimulators, Boogie Connection, NC Brown Blues Band, Root Bootleg Band, Los Dos y Compañeros |
| 2013      | Take 6, Tuck & Patti, Al Jarreau, Candy Dulfer, Till Brönner, Roger Cicero, Jazul, Pit Müller’s Hot Stuff, Äl Jawala, Dixieheartbreakers, Schorsch & Dr. Will, Beatnblow, The Deadly Gentlemen, Yara Linss |
| 2012      | Günther Sigl Band, Papa Legba’s Blues Lounge, Root Bootleg, Delta Moon und DEADMAN, Karin Sand’s New, Orleans Brass Band, Helt Oncale’s Louisiana Band feat. Yannick Monot, Elliott Murphy & The Normandy All Stars feat. Olivier Durand, Michael Alf Trio, Boogie Connection, Neal Black & The Healers und Jimmie Vaughan & Tilt A Whirl Band feat. Lou Ann Barton, Ludwig Seuss, Chris Jagger, Thilo Wolf Swing, NC Brown Blues Band, Das Trio der Wilden Hilde, Los Dos y Compañeros, Memo Gonzalez & The Bluescasters, “Sir” Oliver Mally’s Blues Distillery – acoustic und Willi Resetarits, Sean Carney 4-piece Blues Band!, Black Bottom Skiffle Group, Vitello Tonnato & The Roaring Zucchinis, Kofi Baker’s Cream Experience und Savoy Brown, Kjell Gustavsson Rhythm & Blues Orchestra, Peter Schneider & The Stimulators |
| 2011      | The Fabulous Thunderbirds, The Band of Heathens, Del Castillo, Bryan Lee & Blues Power Band, Miller Anderson Band, The Pretty Things, Buddy Whittington Band, The Flying Saucers Gumbo Special, Sugaray, Delta Moon, Friend’n Fellow, Helt Oncale TeXas House Band, Memo Gonzalez & the Bluescasters, John Campbelljohn, The Leadbelly Project, Los Dos y Compañeros, Root Bootleg, Boogie Connection, United Blues Experience, Valerie Smith & Liberty Pike, Zydeco Annie & the Swamp Cats, Free Beer & Chicken, Jenny Boneja & Ballroomshakers, Bluesrudy & Marko Jovanovic, Rainer Sander Swing Wing feat. Pete York & Bernd Lhotzky, Die Wilde Hilde, Black Bottom Skiffle Group, Les Haricots Rouges, Duke Heitger’s Int. Hot Jazz Septet feat. Dan Barrett, Evan Christopher, Bernd Lhotzy, Jeff Hamilton & Kerry Lewis, New Orleans Franken Rämbler, New Orleans Rhythm Boys plus One, New Orleans Rhythm Brass Band, Collegium Dixicum, The Famous, Downtown Street Paraders, Franconian Jazzband, Moonlight Crisis, Scarlett Andrews & CC The Bayoogie Man |
| 2010      | Andy Fairweather Low & The Low Riders, (Steve Gibbons’) The Dylan Project, Matt Schofield Band, Del Castillo, Walter Wolfman Washington and The Roadmasters, Boogie Brothers: Axel & Torsten Zwingenberger, Big Jay McNeely & The Bad Boys, Ana Popović Band, Patricia Vonne Band, Mike Morgan & The Crawl feat. Lee McBee, Neal Black & The Healers, Ludwig Seuss Band, Roxann Potvin Band, Paul Reddick Band, Christian Dozzler & Robin Banks, Egidio ‚Juke’ Ingala Band feat. Maurizio Pugno, Helt Oncale & Jan Luley, Free Beer & Chicken, Lisa Hailey & The Zydekats, Yannik Monot & Nouvelle France, Zydeco Annie & The Swamp Cats, Willie Salomon & Bert Deivert, United Blues Experience, Root Bootleg, Los Dos y Companeros, Memo Gonzalez & The Bluescasters, Uncle Earl, Die Wilde Hilde & Yogo Pausch, Boogie Connection, Scarlett Andrews & CC The Bayoogie Man, Barrelhouse Jazzband feat. Harriett Lewis, Rod Mason Hot Five feat. Angela Brown, Echoes of Swing, Vitello Tonnato & The Roaring Zucchinis, Collegium Dixicum, Franken Rämblers, New Orleans Rhythm Brass Band, New Orleans Rhythm Boys Plus One, Old Riverhouse Jazzband, Opas Jazzband |
| 2009      | Hazmat Modine, Del Castillo, Patricia Vonne Band, Dana Fuchs Band, Garland Jeffreys Band, Tad Robinson Band feat. Alex Schultz, Chris Farlowe & Hamburg Blues Band, Terry Evans Band, Friend’n Fellow, James Hunter Band, Elliott Murphy & the Normandy All Stars feat. Olivier Durand, Coco Robicheaux Band, Junior Watson Band, Helt Oncale Original Louisiana Band, The Stimulators, Lisa Haley & The Zydecats, The Drinkhouse Preachers feat. Neal Black, Bill Ramsey & Joachim Kück Quartett, Ian Siegal Band, Memo Gonzalez & The Bluescasters, United Blues Experience, Gene Taylor & The Limido, Chris Jagger & Charlie Hart, Ludwig Seuss & Friends, Zydeco Annie & The Swamp Cats Morgan Davis, „Sir“ Oliver Mally & Martin Gasselsberger, The Moonlighters, Boom & The Ballroom Shakers, Los Dos y Companeros, International Cajun Trio, Root Bootleg, Peter Pelzner & Friends, Boogie Connection, New Orleans Rhythm Brass Band, Thilo Wolf Quartett, Hot House Hooters, Die Wilde Hilde & Yogo Pausch, Old Riverhouse Jazzband, Opa’s Jazzband, New Orleans Rhythm Boys Plus One, Collegium Dixicum, Theo Sporrer Hot Four, Creole Clarinets, Down Town Street Paraders, Franconian Jazzband |
| 1994–2008 | Duke Robillard Band feat. Bryan Lee, John Hammond, The Spencer Davis Group, Spider Murphy Gang — acoustic, Hugo Strasser Hot Five, ., Chris Jagger’s ATCHA!, Taj Mahal Trio, John Lee Hooker junior, Patricia Vonne Band, Neal Black & The Healers, Christian Willisohn & Boris van der Lek, Herndrik Freischlader & Gregor Hilden, Ludwig Seuss & Friends feat. Dr. Will, Lisa Doby Ban, Nick Woodland Band, Guy Davis & Marty Hall, Lyambiko, Axel Zwingenberger, Wolfgang Haffner, Lisa Haley & the Zydecats, Pete York’s Hoochie Coochie Band feat. Zoot Money, Albie Donnelly, Roy Herrington & Bolle Dieckmann, Bryan Lee & Blues Power Band, The Legendary, Christian Willisohn & Boris van der Lek, Miller Anderson Band, Terry Lee Hale & Band, Zydeco Annie & The Swamp Cats, Vincent rocks, Tny Carey, Tom Shaka, Teddy Richards Band, Steve White, Sir Oliver Mally’s Sidesteps, Rorymania with Richie Arndt, Alex Conti, Root Bootleg, Paste, Nguyên Lê celebrating Jimi Hendrix, Los Dos y Compañeros, International Cajun Trio, Friend’n Fellow, Helt Oncale Original Louisiana Band, Free Beer & Chicken, Drinkhouse Preachers feat. Alain Rivet, Neal Black & Pat Boudot-Lamot, Boom & The Ballroomshakers, Bluesgangsters feat. Paul M.Vilser, Blues Company feat. Bid Daddy Wilson & Zlatko M., B.B.Blue, Boogie Connection, Peter Pelzner’s Session Band, Pasadena Roof Orchestra, Fischer’s Jazzband, Hot House Hooters, Matthias Rösel Trio, New Orleans Rhythm Boys Plus One, Famous Down Town Street Paraders, Hot Club of Hungary, Old Riverhouse Jazzband, New Orleans Rhythm Brass Band, SRS Jazzmen, Dozen Brass Band, Taj Mahal Trio, John Lee Hooker junior, Ben Waters Honky Tonk Gurus, Elliott Murphy’s Normandy All Stars feat. Olivier Durand, Neal Black & The Healer, „Sir“ Oliver Mally’s Sidesteps, Vargas Blues meets Flamenco Band, Tri Continental, Band of Gypsys Reloaded (= Jean-Paul Bourelly, Melvin Gibbs, Cindy Blackman), Geoff Muldaur, Bob Brozman, Ray Bonneville Duo, Ron Williams & Blues Night Band feat. Gregor Hilden, Terry Lee Hale & Fingerbones, Alex Schultz R&B Explosion, Jamaram, Jahcoustix & Dubios Neighbourhood, International Cajun Trio, Abi Wallenstein & Henry Heggen, Willie Salomon, Netzer & Scheytt, Thilo Wolf Quintett, Echoes of Swing, Engelbert Wrobel & Frank Muschalle Trio, Marva Wright & The BMW’, Imperial Crowns, Lillian Boutté & Christian Williohn’s Southern Spirit, Doug MacLeod, Al Jones Blues Band, Janice Harrington & Tom Shaka, Jackson Singers, Blues NETTwork, Harald Krüger, Wendell Brunious & N.O. Connection Jazzband, Paris Washboard, Ernie Payne, Willi Resetarits & extra combo, Geoff Muldaur, Larry Garner Band, Boney Fields & Bone’s Project, James Harman, Toscho, Barbershop Trio; B.B.Blue, Big Daddy Wilson & Doc Fozz, Melbourne Syncopators, Two of a Kind, Aynsley Lister, Backporch Tunes, Barbershop Trio, Horst Bergmeyer Duo, Yogo Pausch, A Pocketful of Blues, Albie Donnelly’s Big 4, Alvin Youngblood Hart & Band, Bugs Henderson & The Shuffle Kings, Cornelia Moore Quartett, Dave Bailey Trio |

## Weblinks

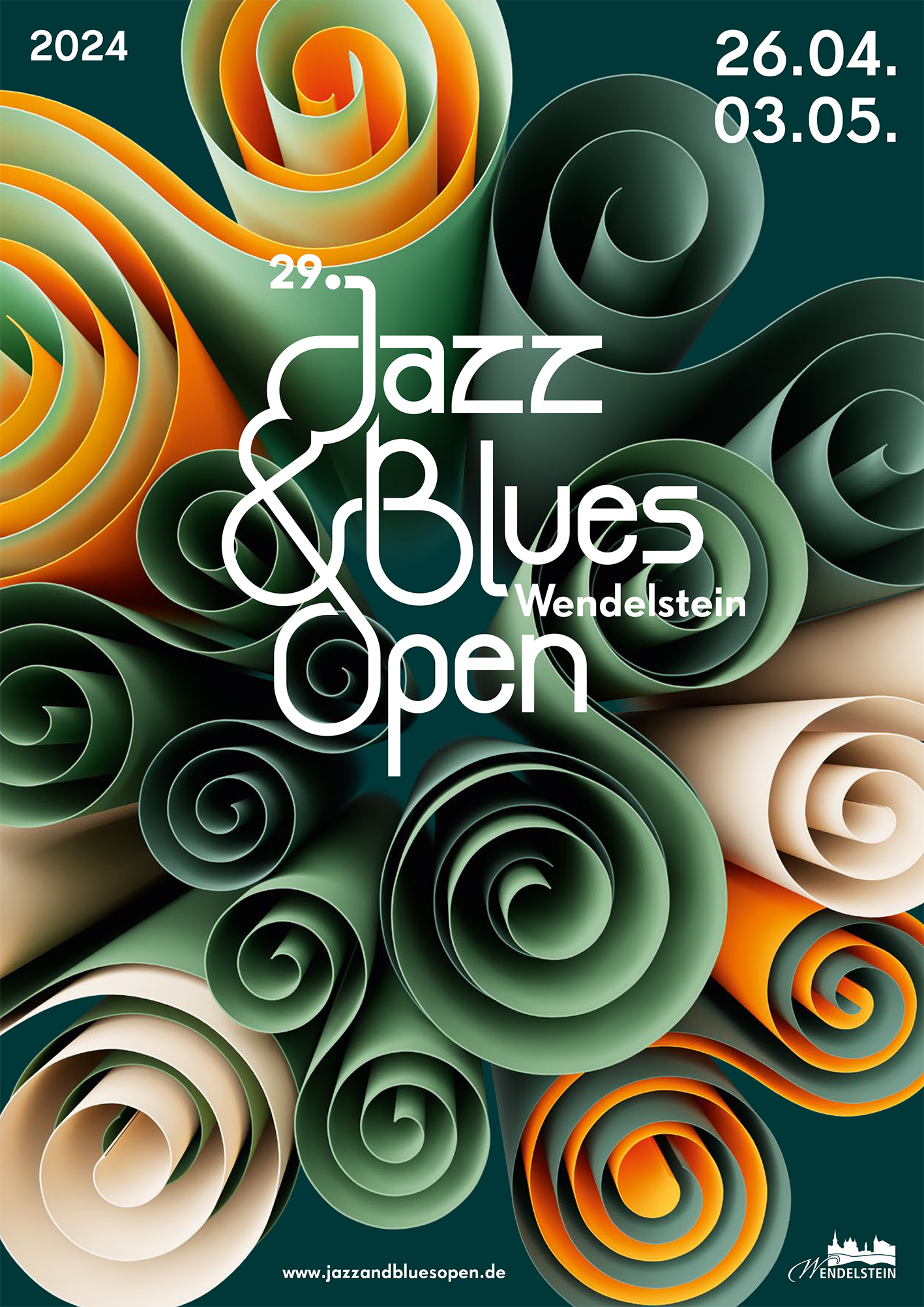
Plakatmotiv der Jazz & Blues Open 2024
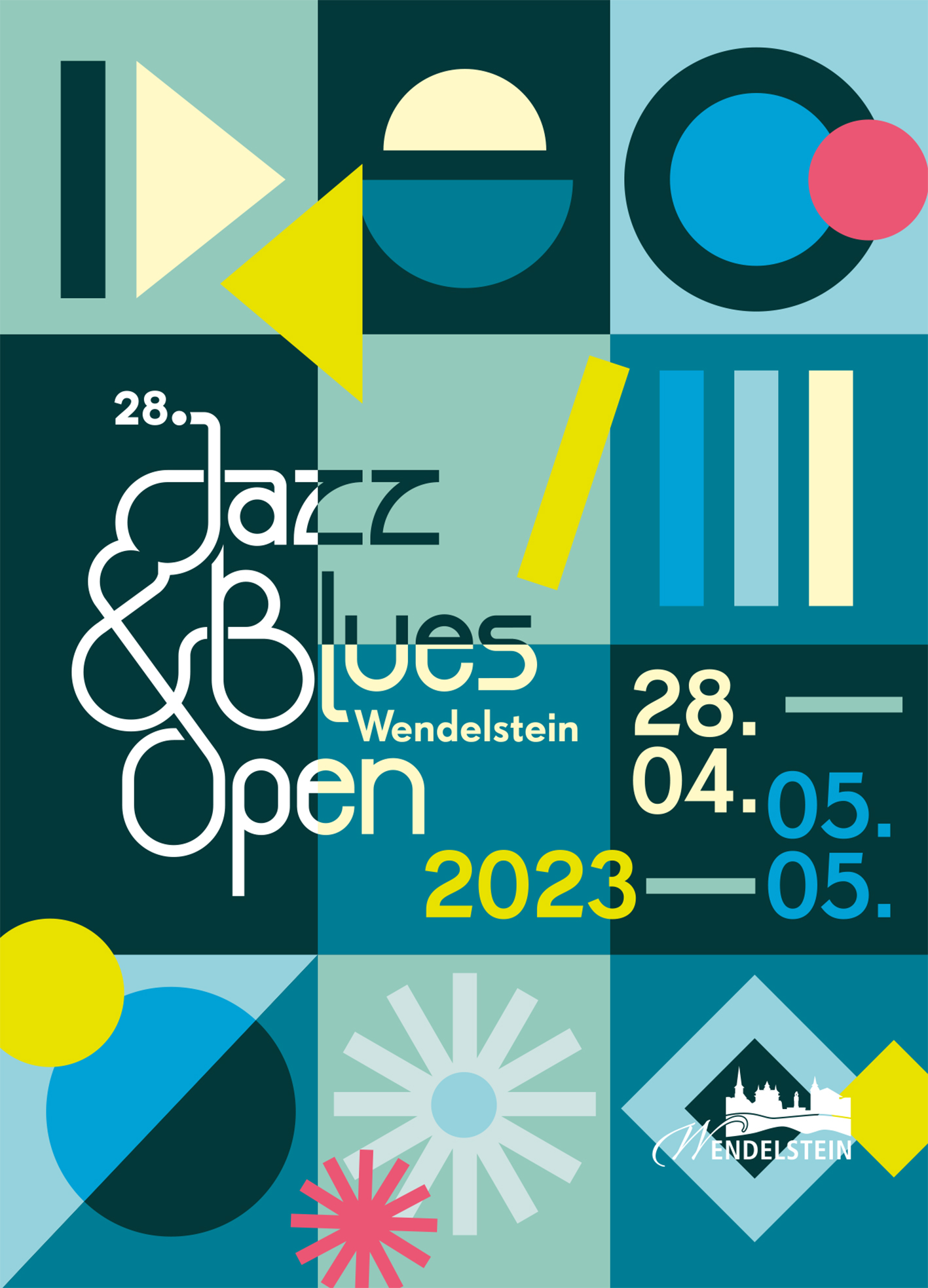
Plakatmotiv der Jazz & Blues Open 2023
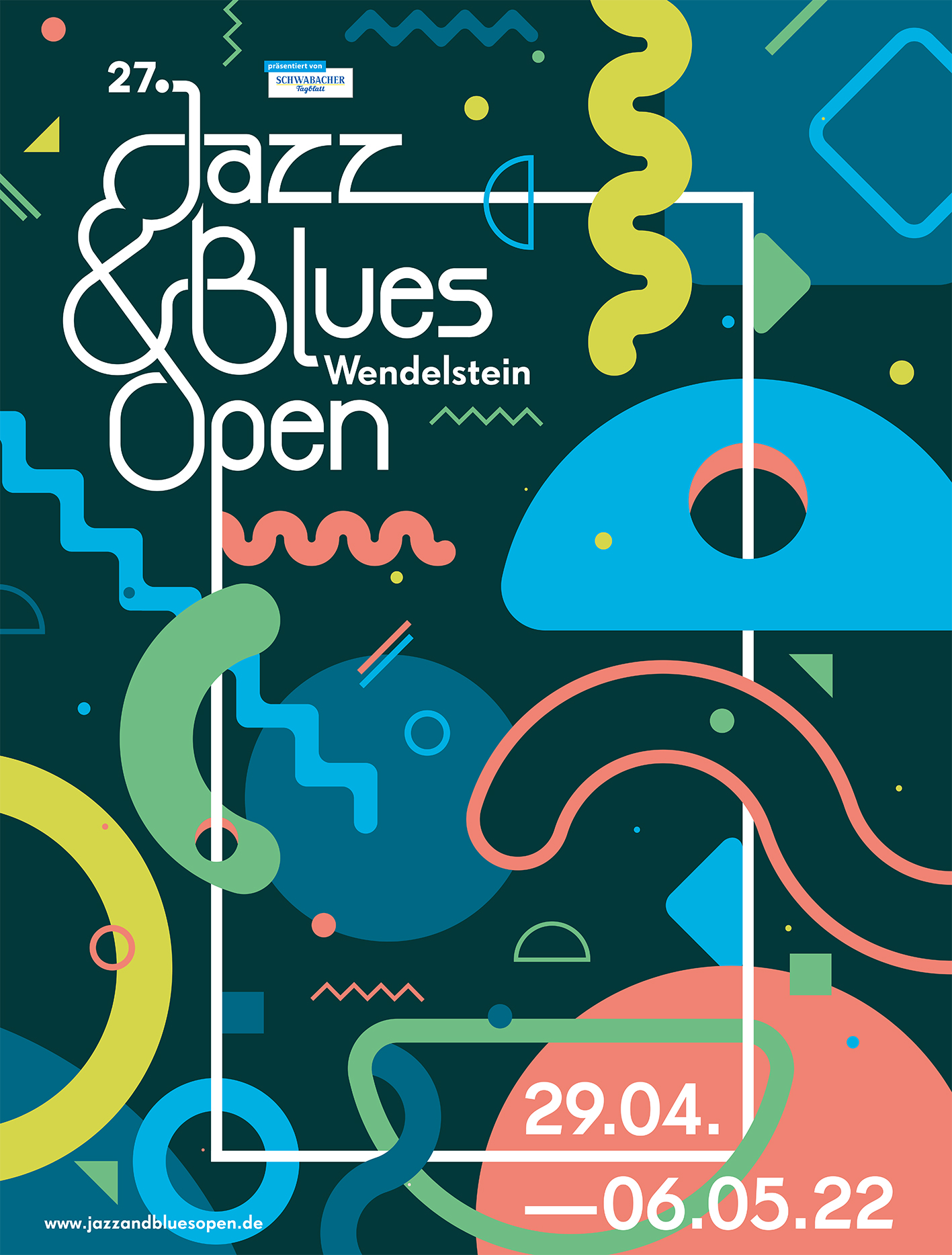
Plakatmotiv der Jazz & Blues Open 2022
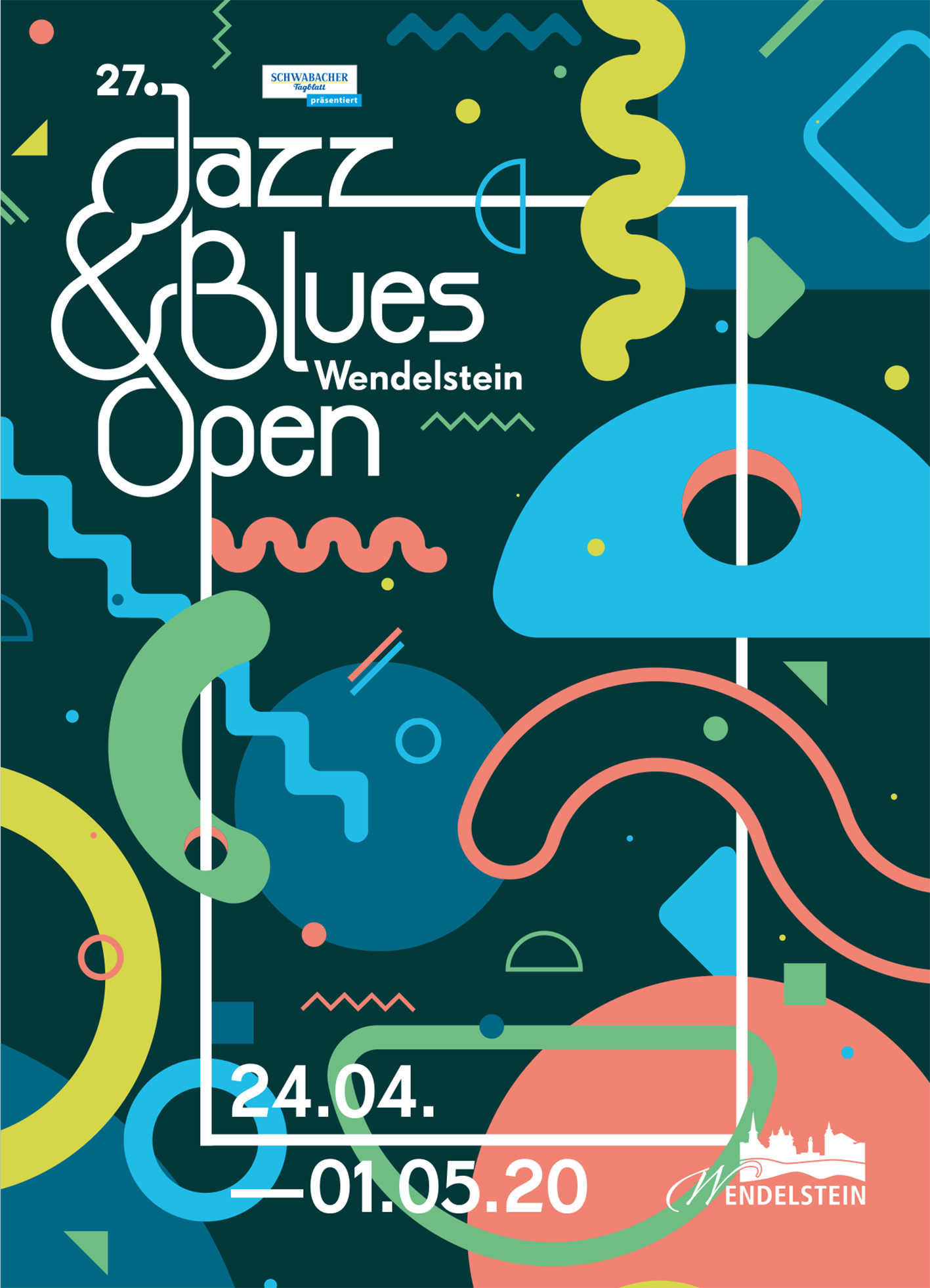
Plakatmotiv des Jazz & Blues Open 2020
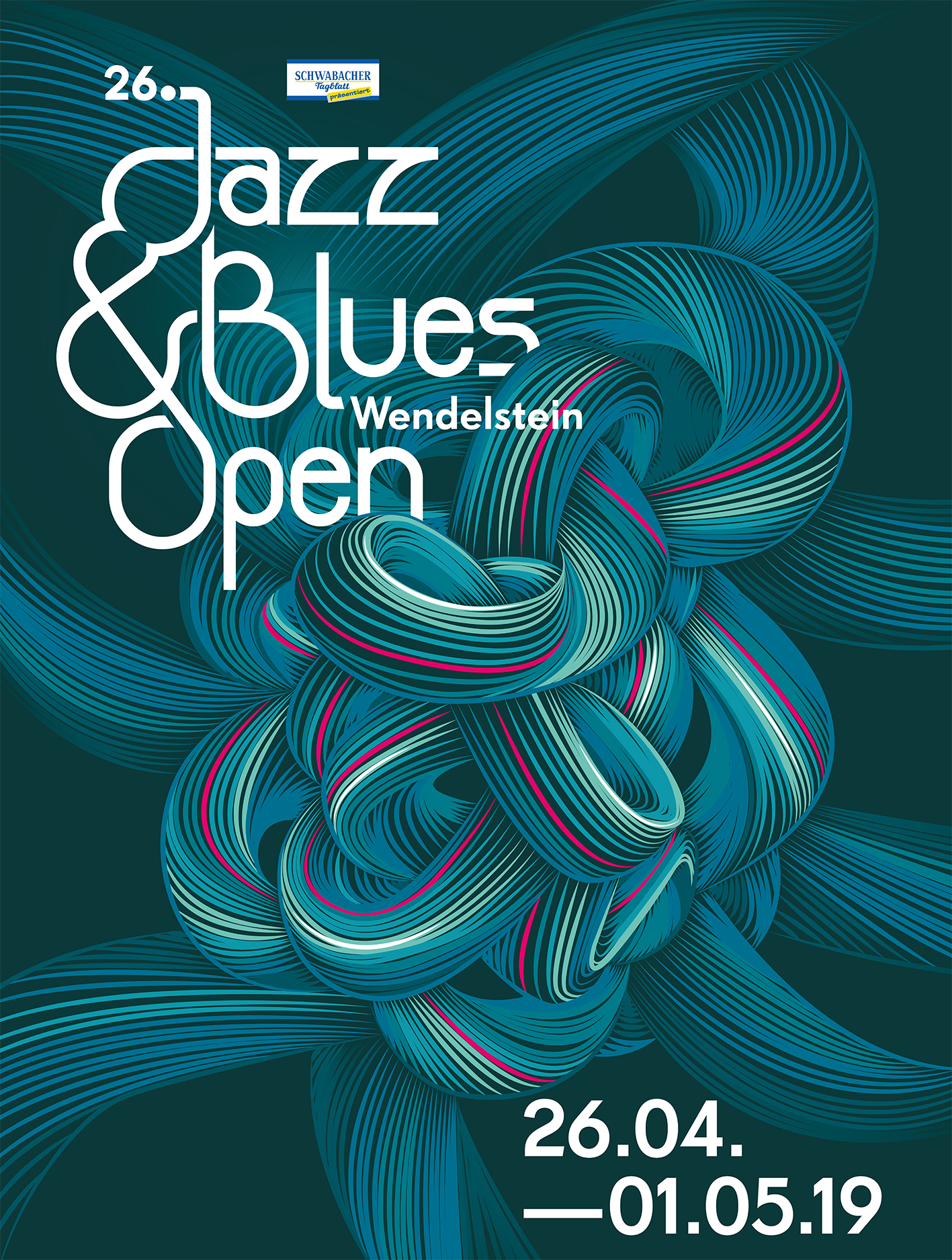
Plakatmotiv der Jazz & Blues Open 2019
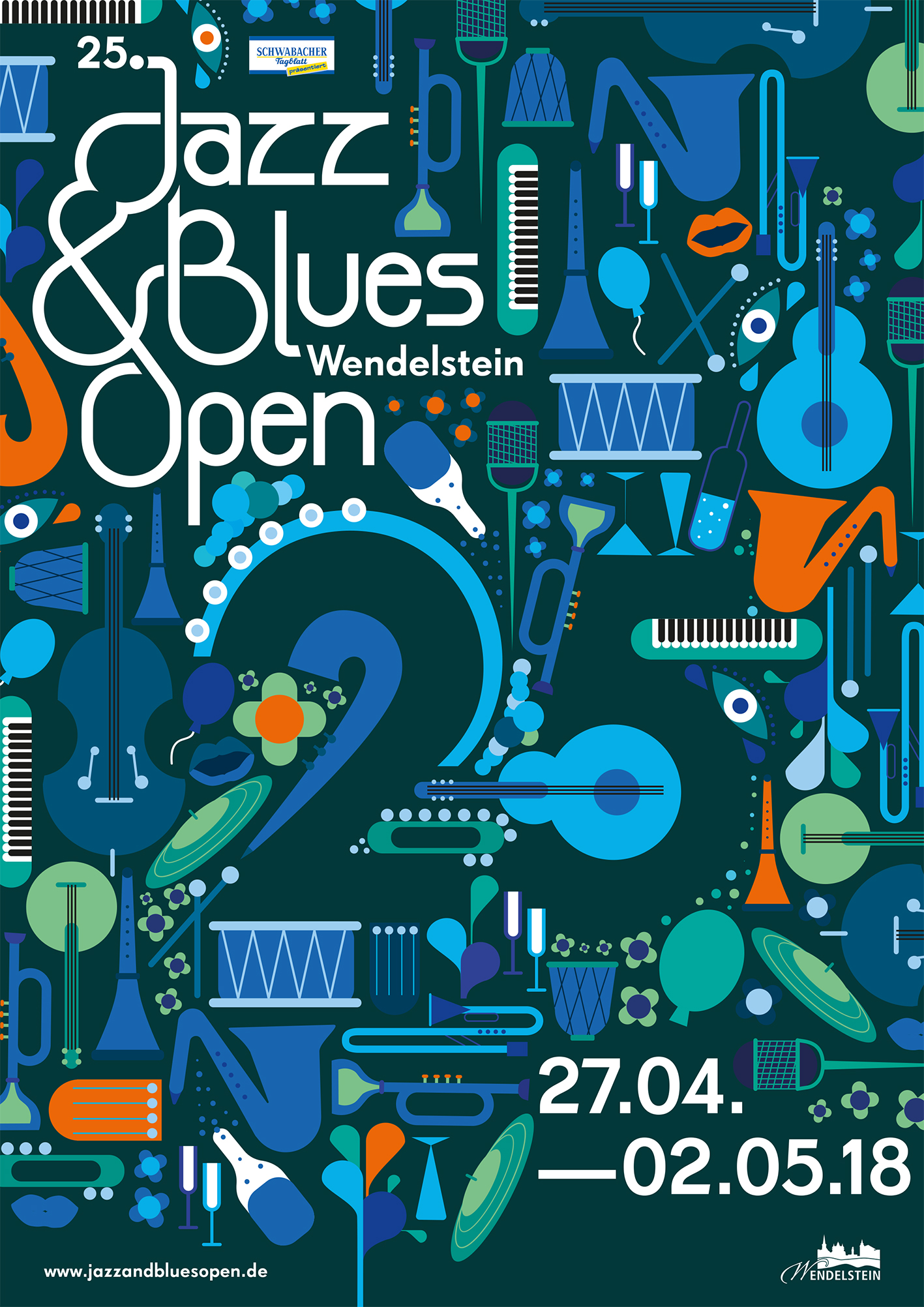
Plakatmotiv der Jazz & Blues Open 2018
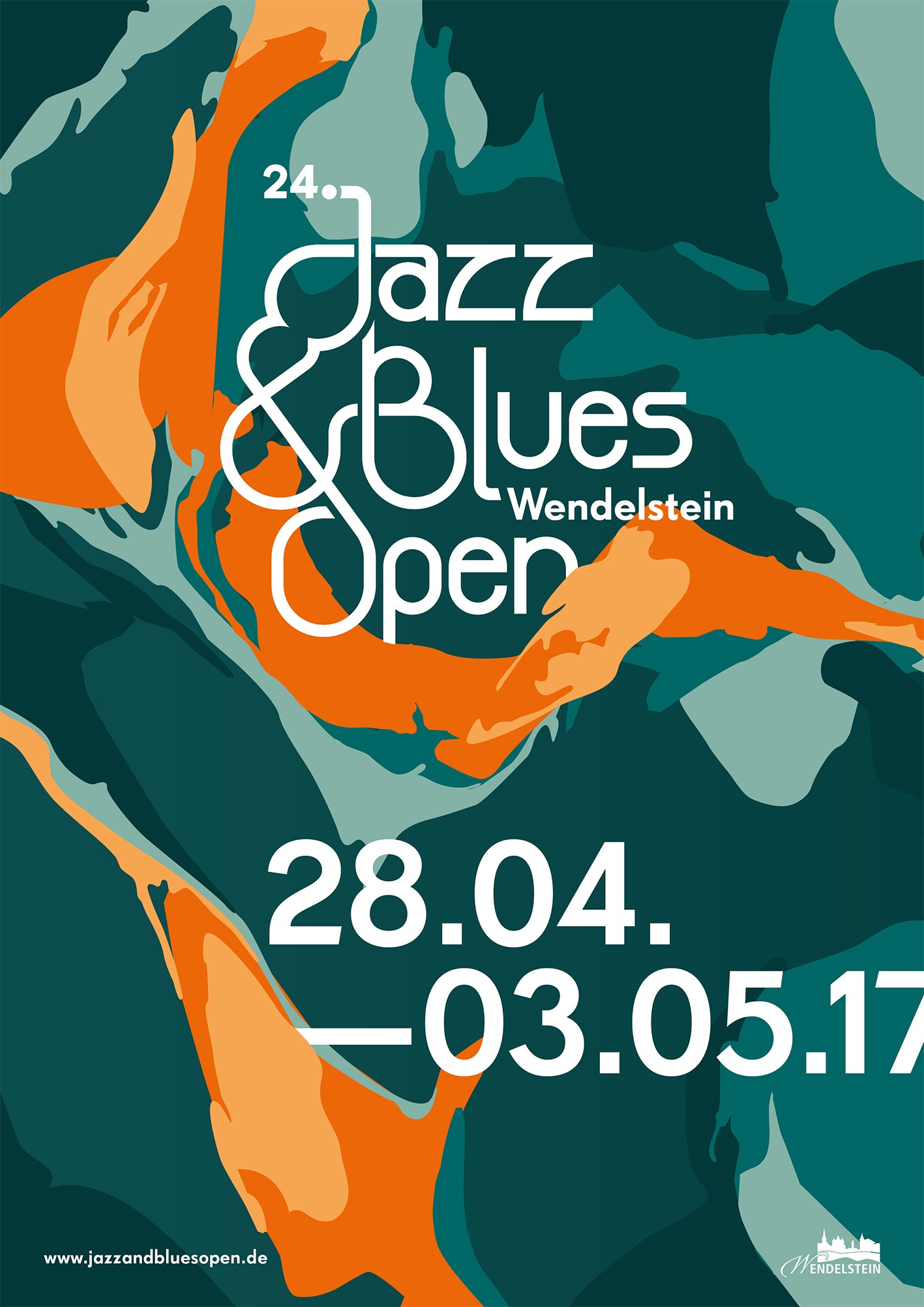
Plakatmotiv der Jazz & Blues Open 2017
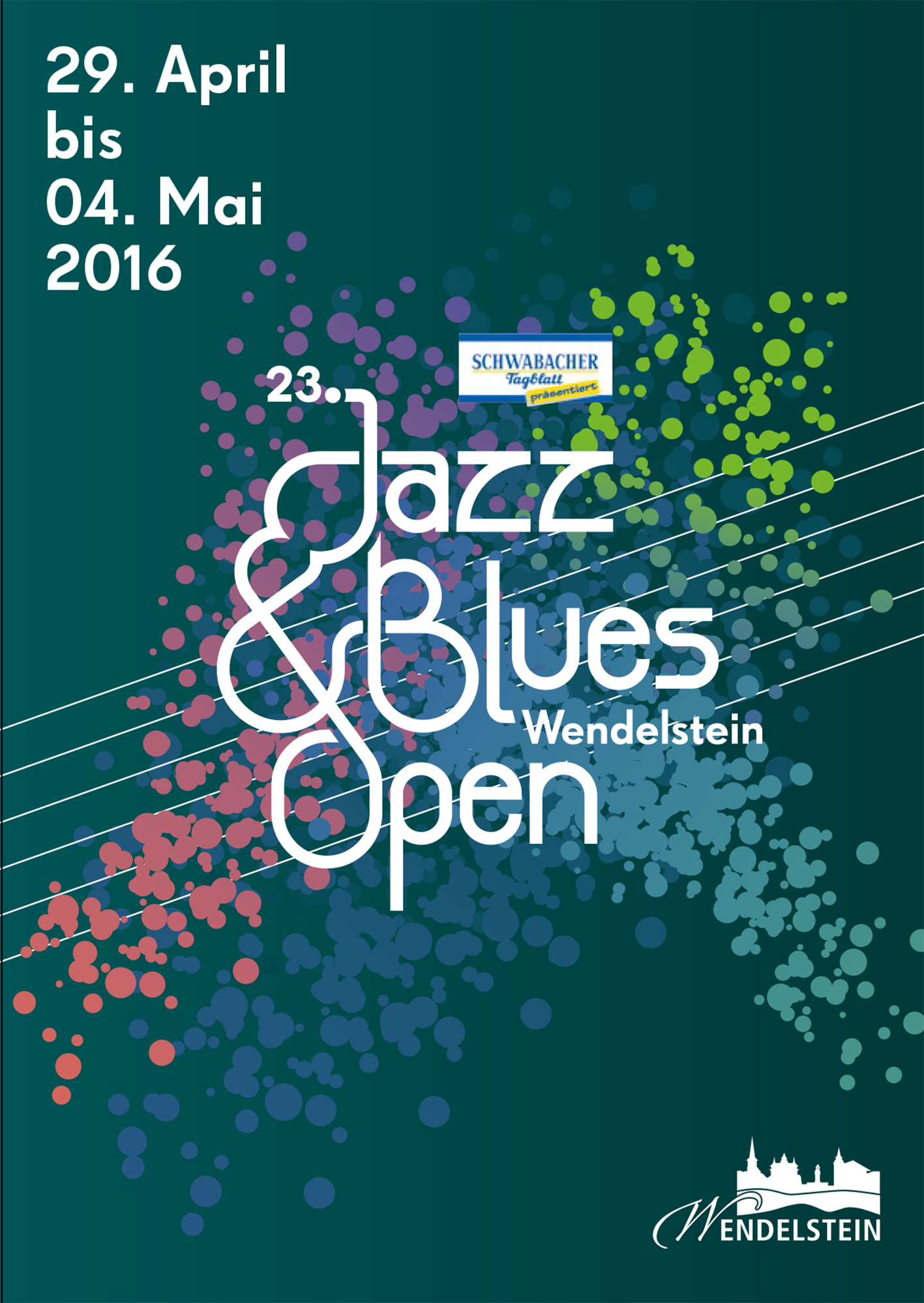
Plakatmotiv der Jazz & Blues Open 2016
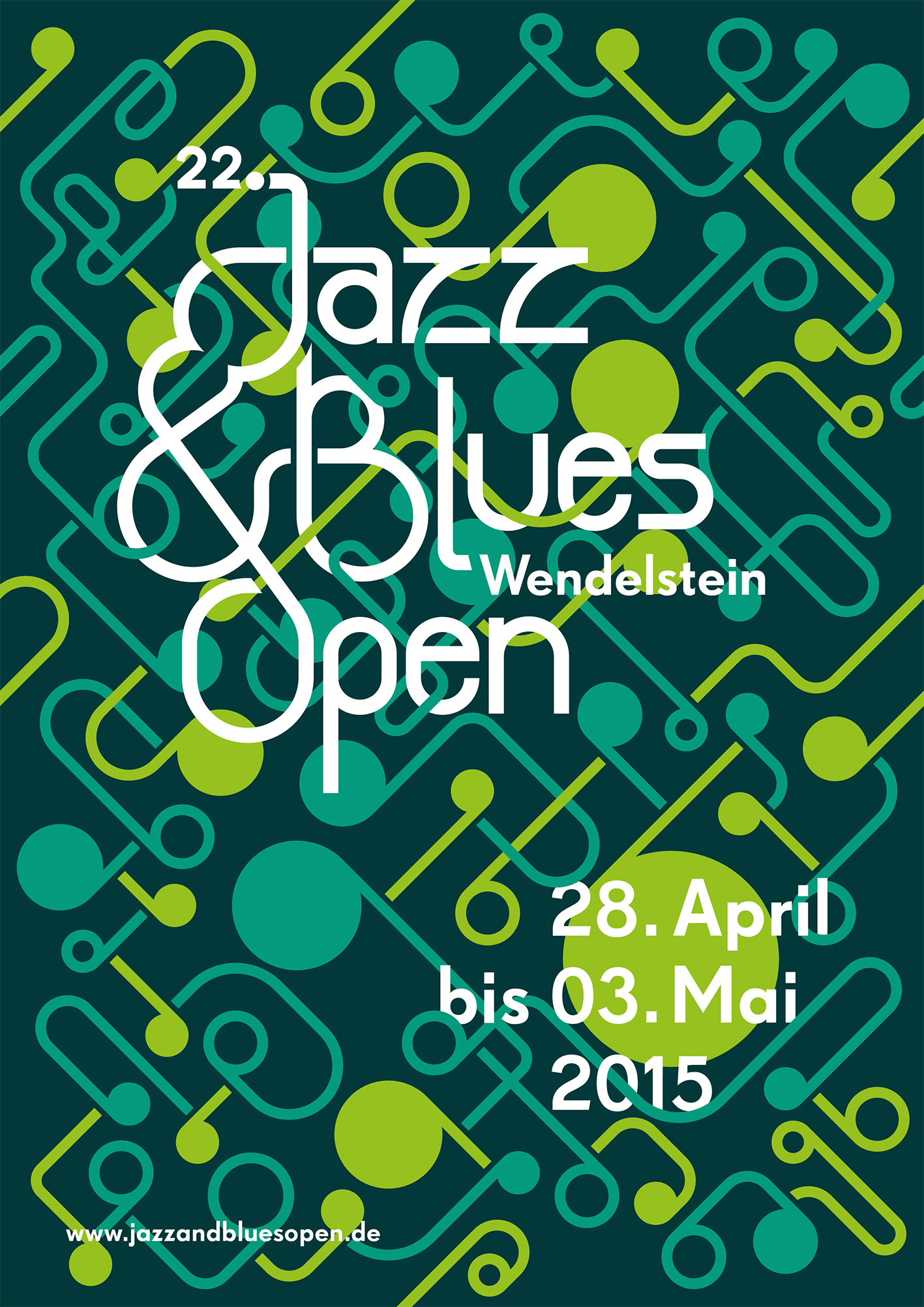
Plakatmotiv der Jazz & Blues Open 2015
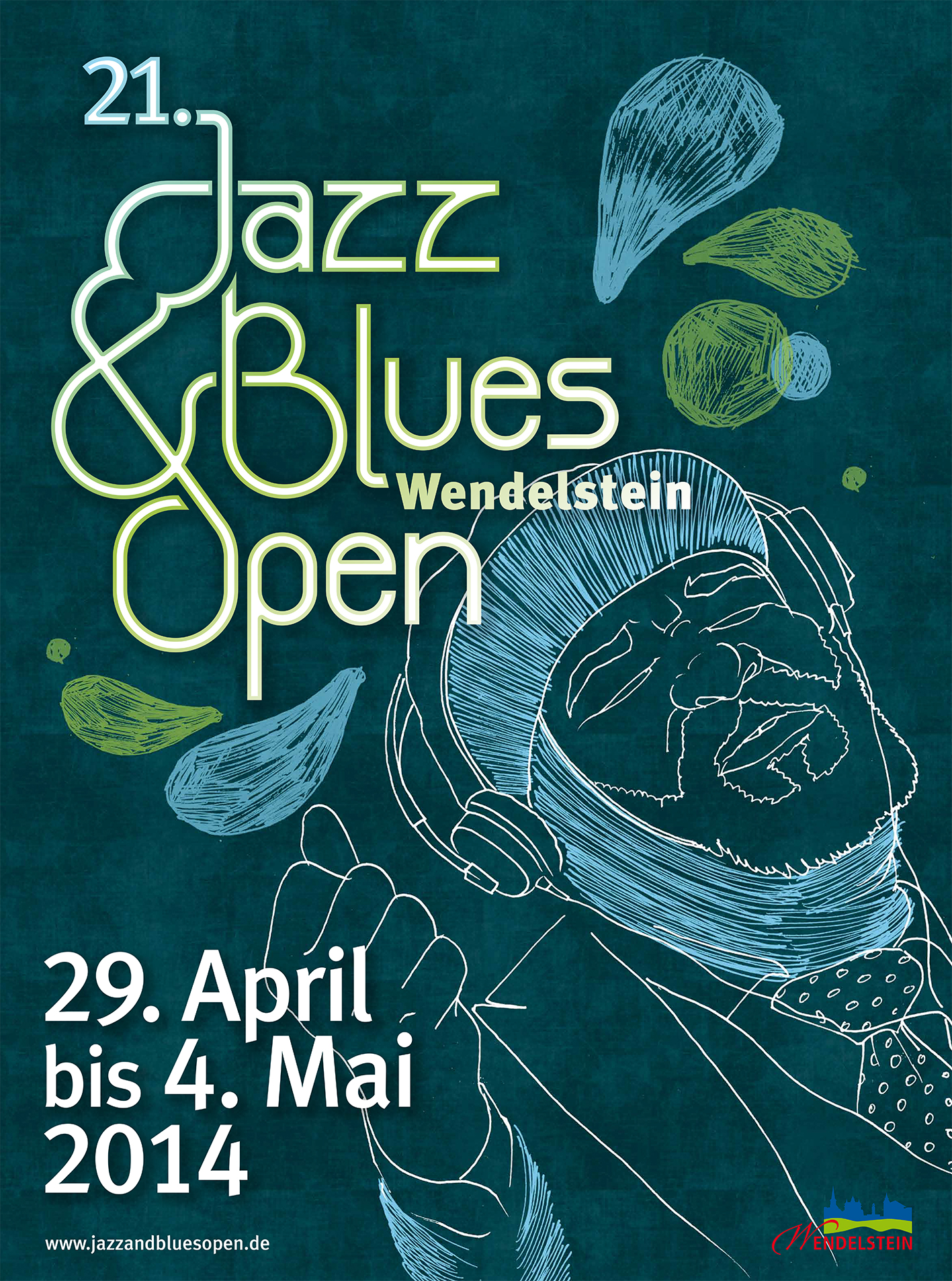
Plakatmotiv der Jazz & Blues Open 2014
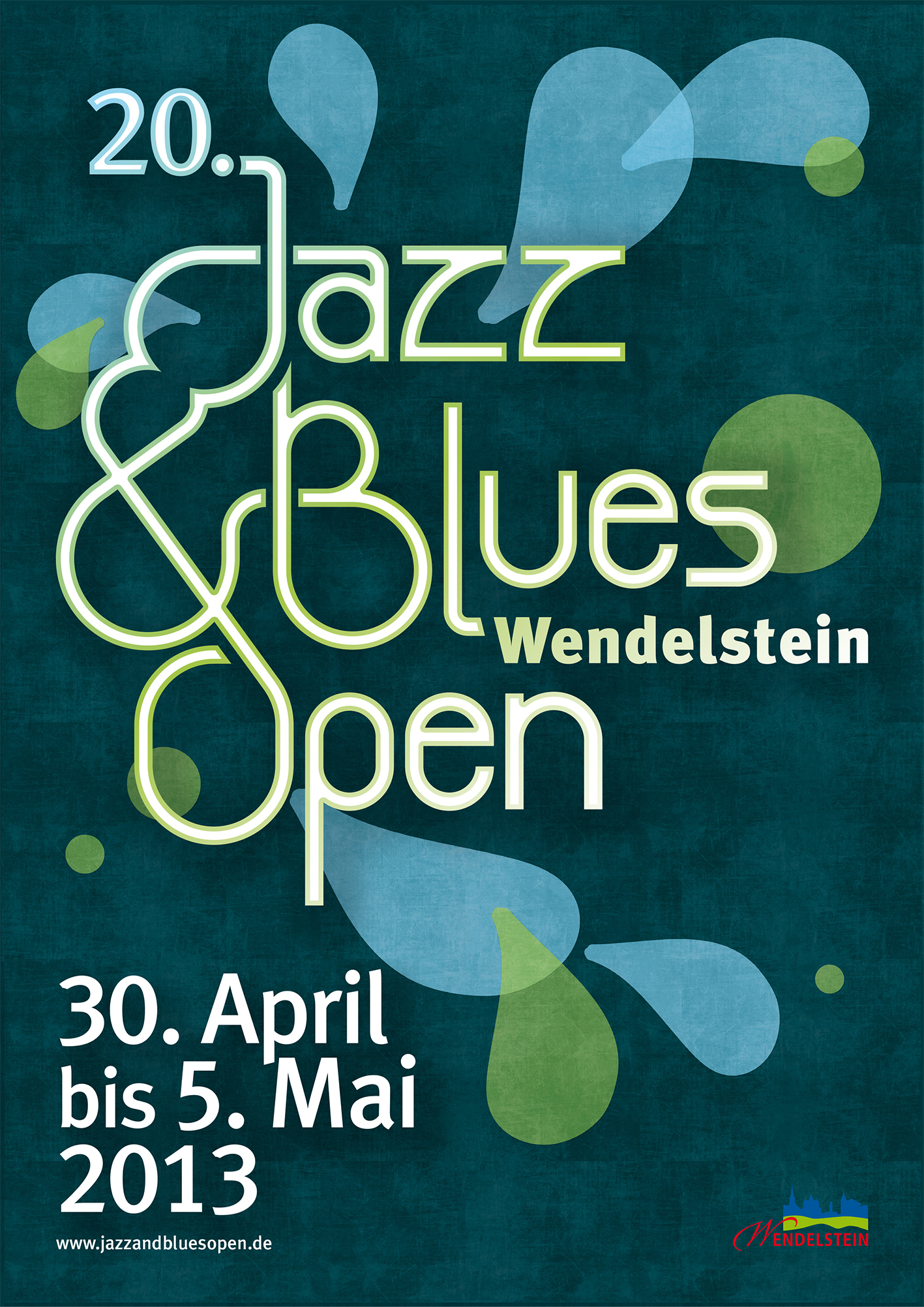
Plakatmotiv der Jazz & Blues Open 2013